# Ґолем (гурт)
Ґолем (англ. Golem) — клезмер-рок гурт із Нью-Йорка, який змішує традиційну східноєвропейську єврейську музику з оригінальним матеріалом. Пісні виконують їдишем, англійською та російською мовами, а також французькою, українською, сербо-хорватською та ромською мовами.
Гурт заснувала Аннет Езекіел Коґан у листопаді 2000 року. Вона є керівником оркестру, вокалістом і акордеоністом. Ґолем позиціонує себе як «східноєвропейський єврейський фолк-рок». Гурт гастролює по всій території США, Канади, Мексики, а також у Франції, Німеччині, Великій Британії, Польщі та Швеції.
28 січня 2015 року «Ґолем» виклав запис української пісні «Червона рута», яку гурт виконав на Таймс-сквер у Нью-Йорку. Таким чином, зі слів співаків, вони підтримали Україну та побажали їй миру.